# Cinque Nazioni 1982
Il Cinque Nazioni 1982 (in inglese 1982 Five Nations Championship; in francese Tournoi des Cinq Nations 1982; in gallese Pencampwriaeth y Pum Gwlad 1982) fu la 53ª edizione del torneo annuale di rugby a 15 tra le squadre nazionali di Francia, Galles, Inghilterra, Irlanda e Scozia, nonché l'88ª in assoluto considerando anche le edizioni dell'Home Nation Championship.
Il torneo fu vinto dall'Irlanda, al ritorno alla vittoria in solitaria dopo 8 anni; nell'occasione la formazione in maglia verde si aggiudicò anche la Triple Crown, avendo primeggiato dopo 33 anni sulle altre squadre delle Isole britanniche, ma perse l'incontro a Parigi contro la Francia che, proprio nella partita precedente a Edimburgo contro la Scozia, fu sconfitta consegnando agli irlandesi, a riposo in quel turno, la certezza matematica della conquista del trofeo.
Il valore delle marcature, come stabilito dall’IRFB nel 1977, era: 4 punti per ciascuna meta (6 se trasformata), 3 punti per la realizzazione di ciascun calcio piazzato, idem per il drop.

## Nazionali partecipanti e sedi
| Squadra     | Città     | Impianto interno   |
| ----------- | --------- | ------------------ |
| Francia     | Parigi    | Parco dei Principi |
| Galles      | Cardiff   | National Stadium   |
| Inghilterra | Londra    | Twickenham         |
| Irlanda     | Dublino   | Lansdowne Road     |
| Scozia      | Edimburgo | Murrayfield        |

## Risultati

### 1ª giornata
| Arbitro: | Ken Rowlands |

|               |      |                |
| A. Irvine (2) | c.p. | Dodge (2) Rose |
| Rutherford    | drop |                |

| Arbitro: | J.A. Short |

|                   |      |          |
| Finn (2) Ringland | mt   | Holmes   |
| Campbell          | tr   | G. Evans |
| Campbell (2)      | c.p. | G. Evans |
|                   | drop | Pearce   |

### 2ª giornata
| Arbitro: | David Burnett |

|              |      |                       |
| Holmes       | mt   | Blanco                |
|              | tr   | Sallefranque          |
| G. Evans (6) | c.p. | Martinez Sallefranque |

| Arbitro: | Alan Hosie |

|          |      |                     |
| Slemen   | mt   | McLoughlin MacNeill |
|          | tr   | Campbell            |
| Rose (3) | c.p. | Campbell (2)        |

### 3ª giornata
| Arbitro: | Michael Rea |

|                  |      |                   |
| Pardo            | mt   | Carleton Woodward |
| Sallefranque     | tr   | Hare (2)          |
| Sallefranque (2) | c.p. | Hare (5)          |
| Lescarboura      | drop |                   |

| Arbitro: | Clive Norling |

|              |      |             |
|              | mt   | Rutherford  |
|              | tr   | A. Irvine   |
| Campbell (6) | c.p. | Renwick (2) |
| Campbell     | drop |             |

### 4ª giornata
| Arbitro: | Francis Palmade |

|                 |      |             |
| Carleton Slemen | mt   | R. Lewis    |
| Hare (3)        | c.p. |             |
|                 | drop | W.G. Davies |

| Arbitro: | John Trigg |

|               |      |              |
| Rutherford    | mt   | Rives        |
| A. Irvine (3) | c.p. | Sallefranque |
| Renwick       | drop |              |

### 5ª giornata
| Arbitro: | Alan Welsby |

|                         |      |              |
| Blanco Mesny            | mt   |              |
| Gabernet                | tr   |              |
| Blanco (2) Gabernet (2) | c.p. | Campbell (3) |

| Arbitro: | Jean-Pierre Bonnet |

|          |      |                                          |
| Butler   | mt   | Calder Johnston Pollock Renwick D. White |
| G. Evans | tr   | A. Irvine (4)                            |
|          | drop | Renwick Rutherford                       |

## Classifica
| Pos | Squadra     | G | V | N | P | PF | PS | DP  | Pt |
| --- | ----------- | - | - | - | - | -- | -- | --- | -- |
| 1   | Irlanda     | 4 | 3 | 0 | 1 | 66 | 61 | +5  | 6  |
| 2   | Inghilterra | 4 | 2 | 1 | 1 | 68 | 47 | +21 | 5  |
| 3   | Scozia      | 4 | 2 | 1 | 1 | 71 | 55 | +16 | 5  |
| 4   | Francia     | 4 | 1 | 0 | 3 | 56 | 74 | −18 | 2  |
| 5   | Galles      | 4 | 1 | 0 | 3 | 59 | 83 | −24 | 2  |